# Championnat des îles Féroé féminin de football
Le Championnat des îles Féroé féminin ou 1. Deild Kvinnur (Première division féminine en féroïen) est un championnat de football féminin amateur réunissant les meilleures équipes féminines des îles Féroé.
Le championnat est créé en 1985. 
Pour des raisons de parrainage, le championnat féminin s'appelle la Betrideildin Kvinnur à la suite du parrainage de la Betri Banki.
Le championnat se joue en général d'avril à septembre en raison du climat rude des îles Féroé.

## Histoire
En 1985 a lieu la première édition de la 1. Deild Kvinnur remportée par le B36 Tórshavn.
Dans les années 1990 les vainqueurs se succèdent malgré une petite période de trois titres d'affilée pour le HB Tórshavn. 
De 2000 à 2016, le KÍ Klaksvík remporte chaque édition. 
En 2017 l'EB/Streymur/Skála (en) remporte le titre et met fin au 17 titres d'affilée du KÍ Klaksvík.
Depuis la saison 2019, Le KÍ Klaksvík redevient champion.

## Format de la compétition

### Première phase
Les 8 clubs sont confrontés à trois reprises aux sept autres, soit un total de 21 matchs.  

### Deuxième phase
En fonction d'un calendrier établi en début de saison, les équipes s'affrontent une troisième fois soit chez l'une soit chez l'autre tout en gardant les points acquis lors de la première phase.
L'équipe terminant en tête à l'issue de cette deuxième phase est sacrée championne.
L'équipe dernière de cette deuxième phase descend en 1. Deild Kvinnur (Première division féminine en féroïen). C'est le deuxième niveau du championnat féminin.

### Qualification européenne
Le champion est qualifié pour les tours préliminaires de la Ligue des champions féminine de l'UEFA.

## Clubs participants en 2023
| \| KÍ B36 HB NSÍ VÍK EBS TB/FCS/Royn 07V \| Localisation des clubs féminins engagés dans le championnat féminin 2022. |
| KÍ B36 HB NSÍ VÍK EBS TB/FCS/Royn 07V                                                                                 |

- 07 Vestur - Betrideildin Kvinnur

- TB/FCS/Royn - Betrideildin Kvinnur

- EB/Streymur/Skála (en) - Betrideildin Kvinnur

- B36 Tórshavn - Betrideildin Kvinnur

- HB Tórshavn - Betrideildin Kvinnur

- KÍ Klaksvík - Betrideildin Kvinnur Tenant du Titre

- NSÍ Runavík - Betrideildin Kvinnur

- Víkingur Gøta - Betrideildin Kvinnur

## Palmarès

### Vainqueurs
| Saison | Champion               | Dauphin                |
| ------ | ---------------------- | ---------------------- |
| 1985   | B36 Tórshavn           |                        |
| 1986   | HB Tórshavn            |                        |
| 1987   | B36 Tórshavn           |                        |
| 1988   | HB Tórshavn            |                        |
| 1989   | HB Tórshavn            |                        |
| 1990   | Skála IF               |                        |
| 1991   | ÍF Fuglafjørður        |                        |
| 1992   | Skála IF               |                        |
| 1993   | HB Tórshavn            |                        |
| 1994   | HB Tórshavn            |                        |
| 1995   | HB Tórshavn            |                        |
| 1996   | B36 Tórshavn           |                        |
| 1997   | KÍ Klaksvík            |                        |
| 1998   | B36 Tórshavn           |                        |
| 1999   | HB Tórshavn            |                        |
| 2000   | KÍ Klaksvík            | VB Vágur               |
| 2001   | KÍ Klaksvík            | B36 Tórshavn           |
| 2002   | KÍ Klaksvík            | B36 Tórshavn           |
| 2003   | KÍ Klaksvík            | B68 Toftir             |
| 2004   | KÍ Klaksvík            | B36 Tórshavn           |
| 2005   | KÍ Klaksvík            | B36 Tórshavn           |
| 2006   | KÍ Klaksvík            | GÍ Gøta                |
| 2007   | KÍ Klaksvík            | B36 Tórshavn           |
| 2008   | KÍ Klaksvík            | AB Argir               |
| 2009   | KÍ Klaksvík            | AB Argir               |
| 2010   | KÍ Klaksvík            | AB Argir               |
| 2011   | KÍ Klaksvík            | AB Argir               |
| 2012   | KÍ Klaksvík            | B36 Tórshavn           |
| 2013   | KÍ Klaksvík            | EB/Streymur/Skála (en) |
| 2014   | KÍ Klaksvík            | EB/Streymur/Skála (en) |
| 2015   | KÍ Klaksvík            | EB/Streymur/Skála (en) |
| 2016   | KÍ Klaksvík            | EB/Streymur/Skála (en) |
| 2017   | EB/Streymur/Skála (en) | KÍ Klaksvík            |
| 2018   | EB/Streymur/Skála (en) | HB Tórshavn            |
| 2019   | KÍ Klaksvík            | HB Tórshavn            |
| 2020   | KÍ Klaksvík            | NSÍ Runavík            |
| 2021   | KÍ Klaksvík            | NSÍ Runavík            |
| 2022   | KÍ Klaksvík            | NSÍ Runavík            |
| 2023   | KÍ Klaksvík            | NSÍ Runavík            |
| 2024   | NSÍ Runavík            | KÍ Klaksvík            |

### Bilan
| Rang | Club                   | Titres (Premier-Dernier) |
| 1    | KÍ Klaksvík            | 23 (1997-2023)           |
| 2    | HB Tórshavn            | 7 (1986-1999)            |
| 3    | B36 Tórshavn           | 4 (1985-1998)            |
| 4    | Skála ÍF               | 2 (1990-1992)            |
| 4    | EB/Streymur/Skála (en) | 2 (2017-2018)            |
| 5    | ÍF Fuglafjørður        | 1 (1991)                 |
| 5    | NSÍ Runavík            | 1 (2024)                 |

## Statistiques
- Plus grand nombre de titres pour un club : 23 KÍ Klaksvík
- Plus grand nombre de titres consécutifs pour un club : 17 KÍ Klaksvík de 2000 à 2016